# Casetas
Cet article possède un paronyme, voir Caseta (homonymie).
Casetas est une commune d’Espagne, dans la province de Saragosse, communauté autonome d'Aragon.